# 趙柱泳
趙 柱泳（チョ・ジュヨン、朝鮮語: 조주영、1900年3月11日 - 1976年11月25日）は、日本統治時代の朝鮮および大韓民国の弁護士、警察官僚、政治家。第4代逓信部長官、第2代韓国国会議員。キリスト教徒。

## 経歴
慶尚南道南海郡出身。明治大学法学部卒。日本弁護士試験合格。朝鮮興業銀行監査役を経て、光復後は警務部総務局局長、警務部監察長、弁護士会委員を務め、1950年の第2代総選挙で南海郡選挙区から無所属で国会議員に当選した。同年の朝鮮戦争で北朝鮮に拉致されたという説もあるが、その後は国会法司委員、鄭国殷事件調査委員、交通部顧問、逓信部長官を歴任した。1954年の第3代総選挙と1958年の第4代総選挙にも出馬したが、いずれも落選した。1960年の3・15不正選挙の訴訟の時は原告である張沢相の訴訟代理人を務めた。同年の第5代総選挙にも大邱の選挙区から出馬したが、あいにく高血圧が発病し、選挙運動を行うことができなくなったため辞退した。
1976年11月25日、ソウル市龍山区の自宅で持病により死去。享年76。